# Melanie Riedl
Melanie Riedl (* 29. April 1974) ist eine frühere deutsche Skeletonpilotin.
Melanie Riedl vom BSC München debütierte im Februar 2000 als 13. in einem Weltcuprennen in Winterberg. Bei den Deutschen Meisterschaften des Jahres kam sie auf den dritten Platz und erreichte damit ihre beste Platzierung in diesem Wettbewerb. Anschließend wurde sie zunächst vor allem im neu geschaffenen Skeleton-Europacup eingesetzt. In der ersten Saison erreichte sie in drei Rennen zweimal als Dritte, in Altenberg und Königssee, Podiumsplätze und belegte in der Gesamtwertung hinter Sylvia Liebscher den zweiten Platz. Riedl war noch bis zu den Deutschen Meisterschaften 2006 aktiv, die sie als Neunte beendete.